# Sanjuanito
El Sanjuán o también llamado popularmente Sanjuanito es un género musical de Ecuador. Tuvo como origen las canciones que se dedicaban al apóstol Juan de acuerdo al calendario litúrgico. Fruto de esto, existe una interpretación indígena, afroecuatoriana y mestiza del sanjuanito. El sanjuanito indígena fue reinterpretado en el siglo XX para dejar de ser parte del rito católico y ser tocado como parte del Inti Raymi. El sanjuanito afroecuatoriano mantiene su carácter católico aunque con el sincretismo afroecuatoriano característico. El sanjuan mestizo es interpretado en fiestas, junto a la Bomba del chota y muchas veces con ritmo similar a la cumbia.

## Descripción
El Sanjuán es un baile o también género musical perteneciente a las Fiestas de San Juan que se celebraban en Ecuador durante la Real Audiencia de Quito. Existen tres tipos de San juanes:
- Sanjuán mestizo o de blancos: popularmente denominado "Sanjuanito", es el mismo ritmo, pero con influencia de la contradanza europea en compás de 2/4, ejecutado en cualquier situación festiva de la región andina del Ecuador.

- Sanjuanito indígena: como ritmo originario dándole un contexto ritual (Inti Raymi) y más tarde atribuido al natalicio del santo por el cual lleva su nombre que se celebra la fiesta alrededor de 23 de junio, y todo el evento es en honor del santo Juan. Este ritmo como expresión de la fe y el amor de los indígenas, tiene relación con las creencias y cosmovisión ancestral, por tal motivo este género se encuentra presente en varias celebraciones como forma de agradecimiento a la Pachamama (raymis).
- Sanjuanito negro: es un sanjuanito interpretado en Esmeraldas que surgió de manera similar al sanjuanito indígena, fruto de la evangelización y la interpretación de música de acuerdo al calendario litúrgico. Comparte el compás binario con el sanjuanito andino. Es interpretado con marimba y con el tradicional formato de pregunta respuesta de la música afroecuatoriana.